# Allas

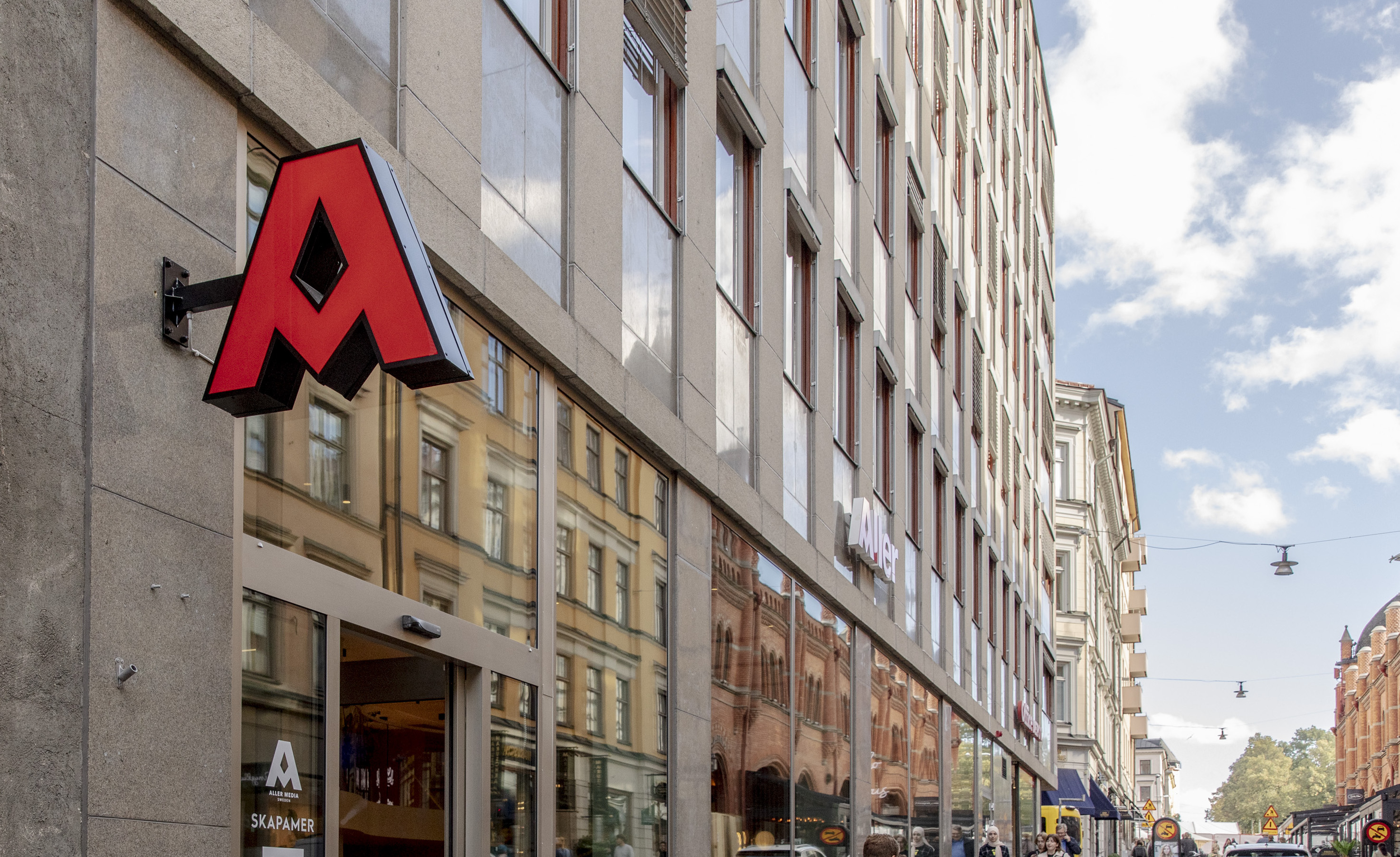
Aller Medias huvudkontor

Allas är en svensk veckotidning som givits ut sedan 1931. Under de första utgivningsåren innehöll tidskriften enbart noveller och följetonger. Tidningen gick fram till år 1997 under namnet Allas Veckotidning. Ungefär 70 % av upplagan kommer från prenumerationer och resten från lösnummer. Chefredaktör är Åsa Liliegren. Räckvidden för Allas är 203 000 för print och 356 000 för samlingssajten allas.se, enligt Orvesto Konsument 2022.
Tidningen skriver bland annat om relationer, lust, hälsa, recept och korsord.

## Digital utgåva
Den digitala utgåvan fick en nystart 2019 med innehåll från flera andra varumärken under Aller Medias flagg. På allas.se finns sedan dess Allas Veckotidning tillsammans med artiklar från bland annat Året Runt, Hemmets veckotidning, Allers Trädgård och Allers.

## Ansvarig utgivare (ägare)
- Einar Hansen 1941 (Aktiebolag Allhem)
- Inga-Lisa Hultberg 1971 (Aktiebolag Allhem)
- Bertil Heddelin 1977 (Aktiebolag Allhem)
- Ulla Christina (Tina) Hansson 1981 (Förlagsaktiebolaget Tifta)
- Tina Jansson 1983 (Förlagsaktiebolaget Tifta)
- Tina Jansson  1983 (Allers Invest Aktiebolag)
- Gunilla Håkansson 2007 (Svenska Allers Aktiebolag)
- Susanne Lindén 2018  (Aller Media AB)
- Åsa Liliegren 2022 (Aller Media AB)

### Fotnoter
1. 1 2  ”Ocast”. Ocast. https://ocast.com/se/aller-media/products/1616/bilagor-and-varuprover/aktuella-upplagor-och-priser. Läst 21 december 2022.
2. ↑  ”LIBRIS - Allas veckotidning”. libris.kb.se. https://libris.kb.se/bib/3678573. Läst 29 november 2022.
3. ↑  ”Hon tar över fyra av Allers största familjetidningar”. www.dagensmedia.se. https://www.dagensmedia.se/medier/tidskrifter/hon-tar-over-fyra-av-allers-storsta-familjetidningar/. Läst 29 november 2022.
4. ↑  ”Orvesto Konsument 2022”. Orvesto/Kantar Sifo. 18 oktober 2022. https://www.kantarsifo.se/sites/default/files/reports/documents/rackviddsrapport_orvesto_konsument_2022_2.pdf. Läst 29 november 2022.
5. ↑  ”Tidningar hos Allas.se | Allas”. www.allas.se. https://www.allas.se/tidningar-hos-allas-se/. Läst 29 november 2022.
6. ↑  ”Aller Media lägger ner sajter – skapar nya Allas.se”. www.dagensmedia.se. https://www.dagensmedia.se/medier/digitalt/aller-media-lagger-ner-sajter-skapar-nya-allas-se/. Läst 29 november 2022.